# 金月湾站
金月湾站，建设时称板桥站，位于中华人民共和国海南省东方市板桥镇，是海南西环高速铁路上的高铁站，广州局集团管辖。

## 車站周邊
- 东方索契酒店

## 歷史
- 2016年9月13日通车启用。[3]

## 外部連結
- 中国铁路客户服务中心 （页面存档备份，存于）